# Kelsea Ballerini
Kelsea Nicole Ballerini (Estados Unidos, 12 de setembro de 1993), é uma cantora e compositora norte-americana de música country. Nomeada 5 vezes para os Prémios Grammy, começou a ter sucesso na década de 2010, sendo honrada com o Gene Weed Milestone Award nos Academy of Country Music Awards e o Rising Star Award na Billboard Women in Music.
Começou a escrever quando era criança e assinou um contrato com a Black River Entertainment em 2014, lançando o seu primeiro álbum de estúdio, The First Time, e o segundo Unapologetically, seguiu-se em 2017. Os dois álbuns contam com 7 canções nas tabelas Hot Country Songs e Country Airplay. Tem 5 singles no.1 neste último, a começar pelo seu single de estreia "Love Me Like You Mean It", que a tornou na primeira artista feminina a enviar um single de estreia para o topo da tabela desde Carrie Underwood em 2006. Seguiram-se "Dibs" e "Peter Pan", cujos picos também fizeram dela a primeira cantora country feminina a enviar os seus três primeiros singles para o topo da tabela desde Wynonna Judd.
O seu terceiro álbum de estúdio, Kelsea, e um álbum acústico homólogo, Ballerini, foram ambos lançados em 2020. A colaboração "Half of My Hometown" com Kenny Chesney, garantiu-lhe dois Country Music Association Awards. O seu quarto álbum de estúdio, Subject to Change, foi lançado em 2022. Seguiu esse lançamento com o seu segundo EP, Rolling Up the Welcome Mat, em 2023. Lançou o seu quinto álbum de estúdio, Patterns, no final de 2024.

## Início de vida
Ballerini, filha única, nasceu em Mascot, Tennessee, filha de Ed e Carla Ballerini. Kelsea cresceu em Knoxville. Ela tem ascendência alemã e escocesa, e é um quarto italiana.
Ed Ballerini era gerente de vendas numa estação de rádio country. Carla trabalhou em marketing para a divisão de publicação de Bíblias, Thomas Nelson, e para uma companhia de patrocinadores. Kelsea começou a ter aulas de dança no Premiere Dance Studio em Seymour, Tennessee, perto de Knoxville quando tinha três anos, desistindo dez anos mais tarde. Ela também cantou num coro da igreja e da escola. Escreveu a sua primeira música aos 12 anos para a sua mãe e mudou-se para Nashville três anos mais tarde. Kelsea frequentou a Central High School em Knoxville, a Centennial High School em Franklin, Tennessee, e estudou na Universidade de Lipscomb em Nasvhille durante dois anos até seguir uma carreira musical.

## Carreira

### 2014-2016: EP autointitulado eThe First Time

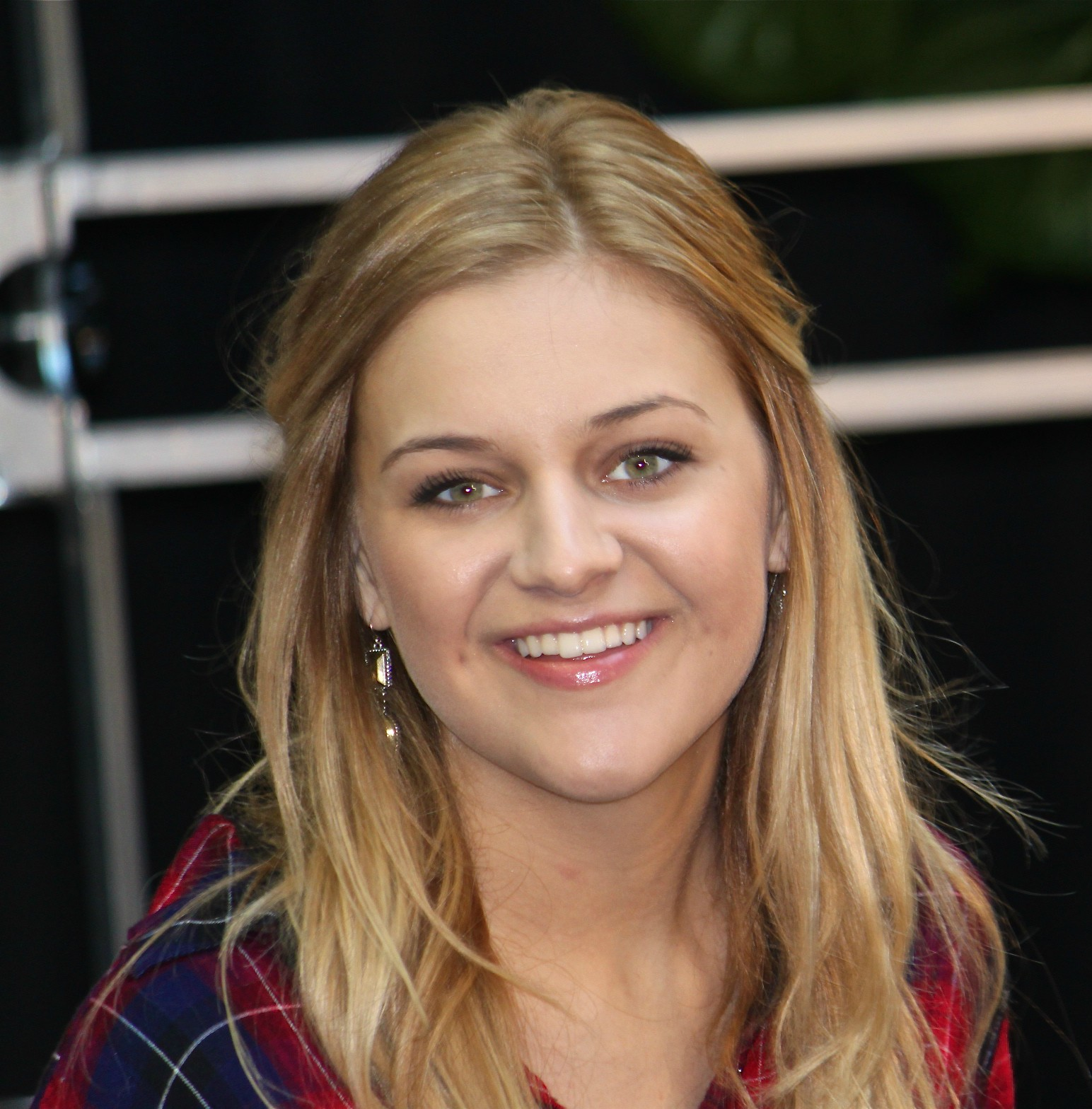
Ballerini em Setembro de 2014

Aos 19 anos, Kelsea Ballerini assinou um contrato com a Black River Entertainment. No final de 2014, lançou o seu single de estreia "Love Me Like You Mean It", que estreou na tabela do Country Airplay em Outubro de 2014. Lançou um extended play autointitulado para a gravadora em Novembro. Foi nomeada uma das próximas mulheres no country pelo CMT em 2014. Atuou pela primeira vez no Grand Ole Opry no dia 14 de Fevereiro de 2015, e cantou "Love Me Like You Mean It". A 19 de Maio de 2015, o seu álbum de estreia The First Time foi lançado pela Black River. Na tabela de 4 de Julho de 2015, "Love Me Like You Mean It", o primeiro single do álbum, alcançou o número um no Billboard Country Airplay, tornando Ballerini na primeira artista country feminina a conquistar um hit número um com a sua estreia desde Carrie Underwood, com "Jesus, Take the Wheel", em 2006, e apenas a décima primeira na história a alcançá-lo.
Ballerini tornou-se a quinta artista musical country solo feminina a conquistar consecutivos nº1 hits com os seus primeiros dois singles quando "Dibs", alcançou o topo da tabela Country Airplay e a primeira a fazê-lo desde Jamie O'Neal em 2001. O terceiro single do álbum, "Peter Pan", foi enviado para a rádio country a 21 de Março de 2016. "Peter Pan" alcançou o nº1 do Country Airplay e da Hot Country Songs em Setembro, tornando Ballerini, na primeira artista country feminina a conquistar o topo das tabelas musicais de country simultaneamente. Esta conquista tornou-a na primeira mulher a conquistar o nº1 com os seus três primeiros singles desde Wynonna Judd em 1992. O quarto single do álbum, "Yeah Boy", foi lançado para rádio country em Outubro de 2016.

### 2017-2019:Unapologetically, Mentoria noThe Voicee Grand Ole Opry[19]

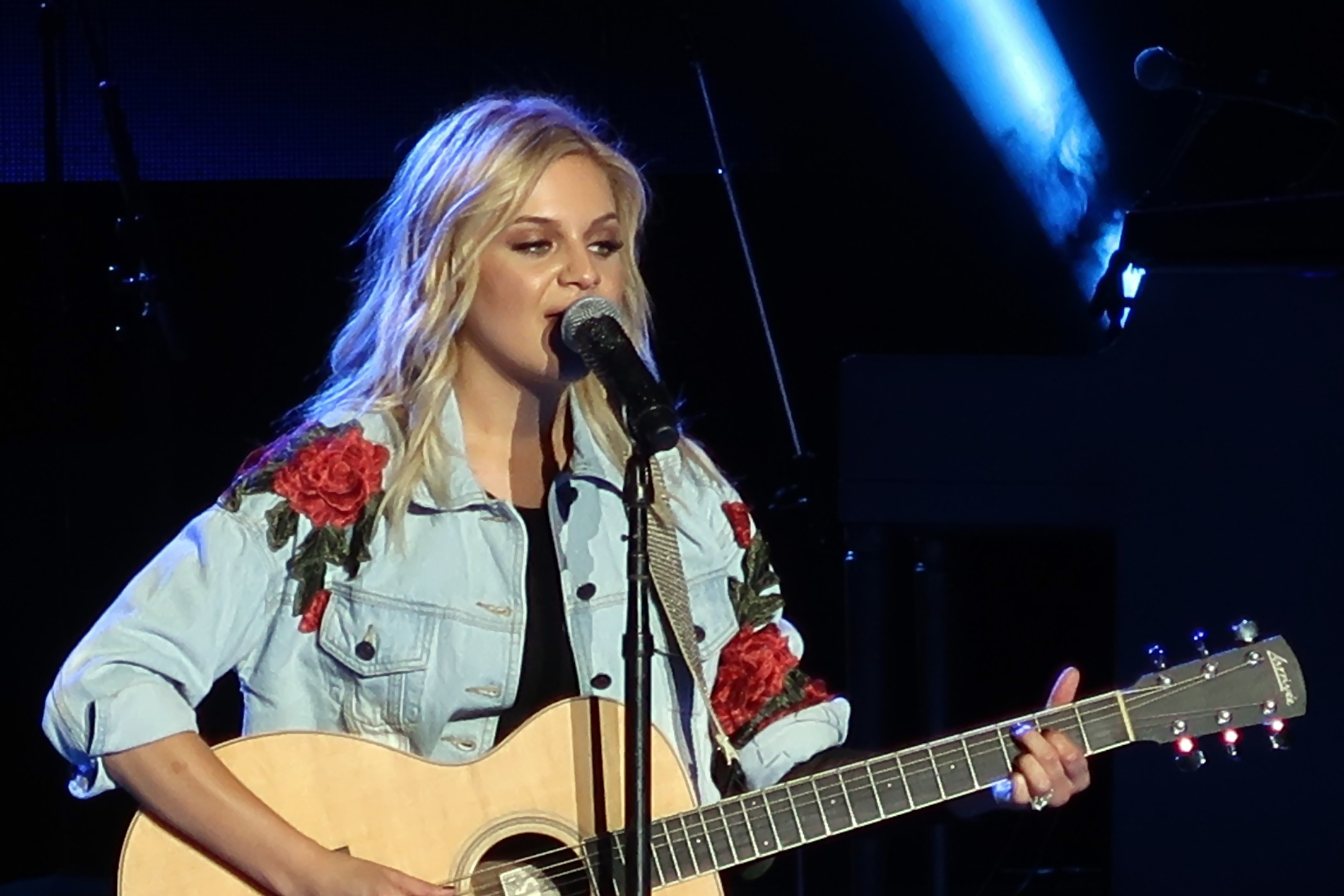
Kelsea Ballerini a atuar na Washington State Fair em Puyallup, Setembro de 2017

No início de 2017, Ballerini foi nomeada nº2 na lista musical Forbes' 30 Under 30. Em 2017, recebeu duas nomeações para os Academy of Country Music Awards, para Vocalista Feminina do Ano e Vídeo do Ano com "Peter Pan". Em Junho de 2017, Ballerini lançou "Legends" como o primeiro single do seu segundo álbum de estúdio. A 3 de Novembro, lançou o seu segundo álbum com o título Unapologetically. O álbum estreou no nº3 da Billboard Top Country Album Chart e nº7 na Billboard 200 Album Chart, tornando-o o seu álbum mais vendido em ambas as tabelas.
O segundo single do álbum, "I Hate Love Songs", foi lançado em Março. Em Setembro de 2018, anunciou que iria lançar uma versão deluxe do seu álbum com quatro músicas novas. A 18 de Setembro, o duo EDM-pop The Chainsmokers lançou um música intitulada "This Feeling" com Ballerini, que foi mais tarde cantada no Desfile da Victoria Secret de 2018, em Novembro. O terceiro e último single do Unapologetically, "Miss Me More", foi lançado em Outubro de 2018. Em Outubro, contribuiu para a canção "Dance With Me" do seu marido Morgan Evans. Ballerini juntou-se à 15ª temporada do The Voice, como quinta mentora, onde treinou seis concorrentes que não conseguiram juntar-se a nenhuma equipa durante as provas cegas, numa nova ronda chamada The Comeback Stage. Ainda em Outubro de 2018, lançou uma música intitulada "We Were Like". Em Dezembro, Unapologetically recebeu uma nomeação para Melhor Álbum Country na 61ª edição dos Grammy Awards.
A 5 de Março de 2019, Ballerini foi convidada pela banda Little Big Town para se tornar membro do Grand Ole Opry. A 16 de Abril de 2019, foi introduzida no Grand Ole Opry por Carrie Underwood. Iniciou a sua Miss Me More Tour, do seu álbum Unapologetically, em Abril de 2019. A tour foi um sucesso, com diversas datas esgotadas. Em Junho de 2019, foi convidada no programa da NBC, Songland, e lançou a música "Better Luck Next Time".

### 2019-2021:KelseaeBallerini

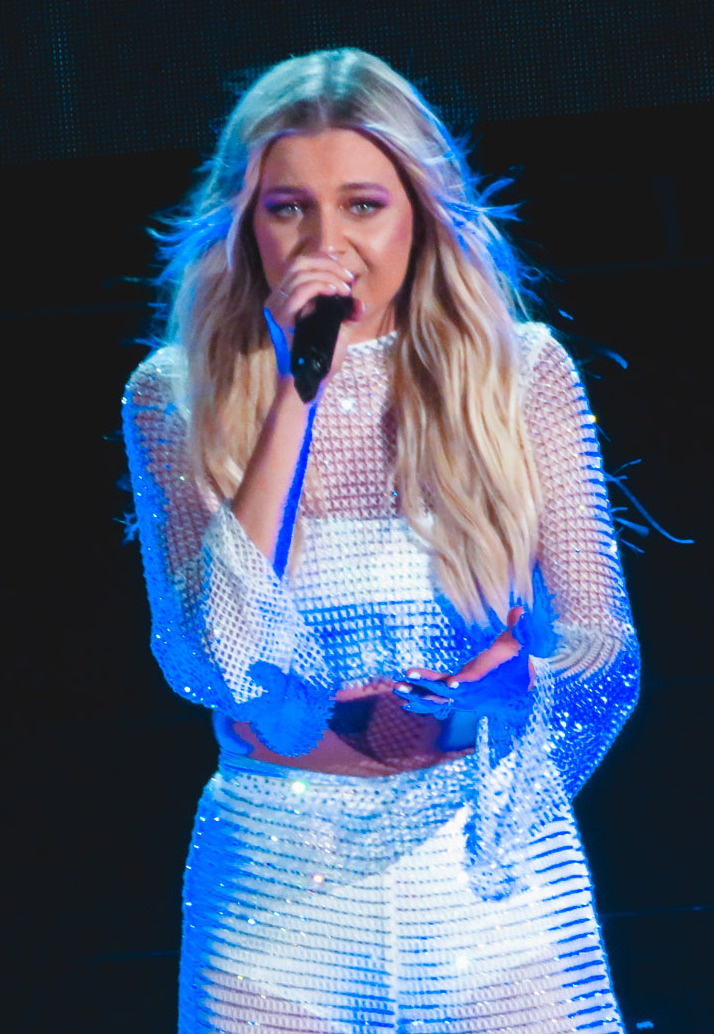
Kelsea Ballerini a atuar no Anfiteatro Red Rocks perto de Morrison, Colorado em Setembro de 2021

Em Julho de 2019, Ballerini confirmou no Instagram que tinha terminado de trabalhar no seu terceiro álbum de estúdio. A 6 de Setembro, lançou o primeiro single do seu futuro álbum, intitulado "Homecoming Queen?". A música estreou no nº22 da tabela do Country Airplay, tornando-se na estreia mais alta de Ballerini na tabela. A 8 de Novembro, lançou o single promocional "Club". Ballerini confirmou a 20 de Janeiro de 2020, que o álbum seria autointitulado (Kelsea), sendo lançado a 20 de Março de 2020. O anúncio coincidiu com o lançamento do segundo single promocional "LA". A 28 de Fevereiro, lançou o single "Hole in the Bottle" e anunciou a tracklist para Kelsea, incluindo "Half of My Hometown" com Kenny Chesney, e "The Other Girl" com Halsey.
A 2 de Setembro, Kelsea anunciou que iria lançar uma versão homóloga do seu álbum Kelsea, intitulada Ballerini, contendo versões acústicas das suas músicas. Foi lançado dia 11 de Setembro de 2020. A versão acústica de "Club" foi lançada juntamente com o anúncio do álbum. Descreveu Ballerini como "emocional, vulnerável e suave" enquanto Kelsea demonstrou o seu lado "arrojado e vibrante". Desde 16 de Outubro de 2020, Kelsea e Ballerini podem ser comprados exclusivamente como álbum duplo nas lojas Target.
Em 2021, Ballerini substituiu temporariamente Kelly Clarkson como mentora durante a temporada 20 de The Voice. Apresentou os CMT Music Awards de 2021 juntamente com Kane Brown, onde ganhou o prémio para Performance of the Year. Em Maio, foi anunciado que Ballerini iria ser o ato de abertura da Remember This Tour dos Jonas Brothers, iniciando em Agosto. O seu livro de poesia de estreia, Feel Your Way Through, foi lançado a 16 de Novembro de 2021.

### 2022-2024:Subject to Change,Rolling Up the Welcome MateThe Voice
Em Março de 2022, Ballerini anunciou que "Heartfirst" seria lançada a 8 de Abril de 2022. A música serviu como primeiro single do seu quarto álbum de estúdio, Subject to Change. Enquanto co-apresentava os CMT Music Awards de 2022, Ballerini cantou a música pela primeira vez. O videoclipe estrou a 7 de Jullho de 2022. A 15 de Julho, o single promocional "Love is a Cowboy" foi lançado juntamente com o seu videoclipe oficial. O álbum conta com a colaboração "You're Drunk, Go Home" com Kelly Clarkson e Carly Pearce. Foi lançado a 23 de Setembro de 2022. Em Novembro, "Heartfirst" foi nomeado para Best Country Solo Performance na 65ª edição dos Grammy Awards. A 5 de Dezembro, "If You Go Down (I'm Goin' Down Too)" foi lançado como o segundo single do álbum. A 13 de Fevereiro de 2023, Ballerini anunciou que a sua curta-metragem e EP Rolling Up the Welcome Mat seriam lançados no dia seguinte. Na promoção do seu EP, Ballerini cantou "Blindsided" e "Penthouse" dia 5 de Março de 2023, num episódio de Saturday Night Live. A 1 de Agosto de 2023, Ballerini anunciou que iria lançar uma versão estendida do seu EP, intitulada Rolling Up the Welcome Mat (For Good) a 11 de Agosto. A versão contaria com uma música nova "How Do I Do This" e três versões reimaginadas das canções "Blindsided", "Interlude" e "Penthouse".
A 5 de Junho de 2024, foi anunciado que Ballerini estaria presente como mentora na 27ª temporada do The Voice, programado para estrear na primavera de 2025.

### 2024-Presente:Patterns
A 28 de Junho de 2024, Ballerini lançou a colaboração com o cantor e compositor de folk-pop Noah Kahan, intitulada "Cowboys Cry Too", o primeiro single do seu quinto álbum de estúdio. A 8 de Agosto de 2024, anunciou que o seu quinto álbum seria intitulado "Patterns", e que a música "Sorry Mom" seria lançada no dia seguinte. O álbum foi lançado a 25 de Outubro de 2024.
Em Setembro de 2024, foi anunciado que Ballerini fará a sua estreia como atriz num papel de convidada na próxima série da ABC, Doctor Odyssey.

## Influências
Ballerini foi influenciada por artistas pop e country. Originalmente influenciada pelo pop, ela diz "cresci com o top 40 pop. Não sabia o que era música country, o que é engraçado pois cresci no Tennessee." Ballerini lista Britney Spears, Christina Aguilera, NSYNC, e Hilary Duff entre os artistas que a inspiraram inicialmente. Cita também Justin Bieber como uma inspiração pop. Só quando ouviu "Stupid Boy" de Keith Urban, é que decidiu envolver-se na música country ao ouvir álbuns de Taylor Swift, Sugarland e Dixie Chicks. Ballerini credita o álbum de estreia de Swift como a sua introdução à música country. Cita ainda Shania Twain como a sua maior influência. Ballerini cantou também músicas gravadas originalmente por Alison Krauss, e cantou "Ghost in This House" juntamente com Krauss nos CMT Artist of the Year Awards em 2018.

## Vida Pessoal

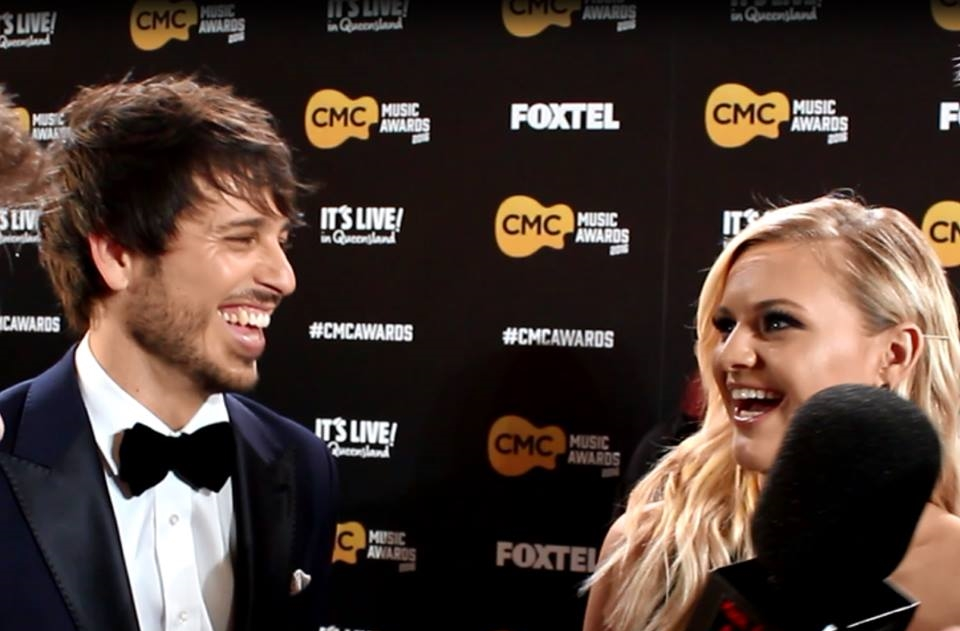
Morgan Evans e Ballerini durante uma entrevista na passadeira vermelha dos CMC Awards em Março de 2016; apresentaram o programa juntos em Brisbane, Austrália

Em Março de 2016, Ballerini começou a namorar com o cantor australiano de country Morgan Evans. Ficaram noivos no dia de Natal em 2016 e casaram a 2 de Dezembro de 2017 no Cabo San Lucas, México. A 29 de Agosto de 2022, Ballerini anunciou que ela e Evans se iriam divorciar. A 3 de Novembro, foi revelado que ambos tinham chegado a acordo, e que o seu divórcio seria finalizado a 15 de Novembro.
Em Fevereiro de 2023, foi confirmado que Ballerini estaria a namorar com o ator de Outer Banks, Chase Stokes. O casal teria começado a namorar em Janeiro de 2023.
Ballerini frequentou a Secundária Central em Knoxville, e estava presente durante o tiroteio de 2008. Revelou sofrer de transtorno de stress pós-traumático em consequência desse incidente.

## Discografia

### Álbuns de Estúdio
- The First Time (2015)
- Unapologetically (2017)
- Kelsea (2020)
- Subject to Change (2022)
- Patterns (2024)

## Tours

### Enquanto Artista Principal
- The First Time Tour (2016)[73]
- The Unapologetically Tour (2018)[74]
- The Miss Me More Tour (2019)[75]
- Heartfirst Tour (2022-2023)[76]
- Kelsea Ballerini - Live on Tour (2025)[77]

### Enquanto Ato de Abertura
- Wheels Up Tour (2015) com Lady A[78]
- Just the Right Kind of Crazy Tour (2015) com Dan + Shay[79]
- Rhythm and Roots Tour (2016) com Rascal Flatts[80]
- Home Team Tour (2017) com Thomas Rhett[81]
- You Look Good World Tour (2017) com Lady A[82]
- Graffiti U World Tour (2018) com Keith Urban[83]
- Meaning of Life Tour (2019) com Kelly Clarkson[84]
- Remember This Tour (2021) com Jonas Brothers[85]
- The Final Tour (2023) com The Judds[86]
- I Go Back Tour (2023) com Kenny Chesney[87]

## Aparições na televisão
| Ano           | Programa                                    | Atuação/Entrevista          | Notas |
| ------------- | ------------------------------------------- | --------------------------- | --- |
| 2015          | Southern Charm                              | Ela mesma                   | Atuou e licitou num membro do elenco, Craig Conover, durante um leilão de encontros                                   |
| 2016          | Greatest Hits                               | Ela mesma/Co-apresentadora  | Co-apresentou com Arsenio Hall                                                                                        |
| 2016          | CMC Awards 2016                             | Ela mesma/Co-apresentadora  | Com Morgan Evans |
| 2017-2019     | CMA Music Festival: Country's Night to Rock | Ela mesma/Co-apresentadora  | com Thomas Rhett |
| 2018          | The Voice                                   | Ela mesma                   | Mentora na fase The Comeback                                                                                          |
| 2018          | Victoria's Secret Fashion Show              | Ela mesma/Atuação           | Especial de Televisão                                                                                                 |
| 2018          | Hell's Kitchen                              | Ela mesma                   | Convidada vip da mesa do chef para o jantar da equipa vermelha; episódio "Hot Potato"                                 |
| 2019          | The Voice                                   | Ela mesma                   | Conselheira da equipa Kelly                                                                                           |
| 2019          | Songland                                    | Ela mesma                   | Episódio "Kelsea Ballerini"                                                                                           |
| 2019          | Trisha's Southern Kitchen                   | Ela mesma                   | Episódio "A Southern Heart-to-Heart" com Kelsea Ballerini                                                             |
| 2019          | Brad Paisley Thinks He's Special            | Ela mesma/Convidada         | Com Brad Paisley, Jonas Brothers, Hootie & the Blowfish, Tim McGraw, Kimberly Williams-Paisley, Carrie Underwood      |
| 2020          | CMT Crossroads                              | Ela mesma                   | Com Halsey |
| 2020          | #KidsTogether: The Nickelodeon Town Hall    | Ela mesma                   | Especial de Televisão                                                                                                 |
| 2021          | The Voice                                   | Ela mesma/Mentora Convidada | Substituiu Kelly Clarkson durante a fase das Batalhas                                                                 |
| 2021          | Sesame Street                               | Ela mesma                   | Episódio 32 da Temporada 51 "Family Day"                                                                              |
| 2021-Presente | CMT Music Awards                            | Ela mesma/Apresentadora     | 2021, 2023 co-apresentou com Kane Brown, 2022 co-apresentou com Kane Brown e Anthony Mackie, 2024 apresentou sozinhaa |
| 2023          | Saturday Night Live                         | Ela mesma/Convidada Musical | Episódio "Travis Kelce/Kelsea Ballerini"                                                                              |
| 2023          | That's My Jam                               | Ela mesma/Convidada Musical | Episódio "Jason Derulo & Nicole Scherzinger vs Kelsea Ballerini & Julia Michaels"                                     |
| 2023          | Superfan                                    | Ela mesma                   | Episódio "Kelsea Ballerini"                                                                                           |
| 2024          | RuPaul's Drag Race                          | Ela mesma/Jurada convidada  | Episódio: "Drag Race Vegas Live! Makeovers"                                                                           |
| 2024          | Doctor Odyssey                              | Lisa                        | Episódio "I Always Cry at Weddings"                                                                                   |
| 2025          | The Voice                                   | Ela mesma/Mentora           | Temporada 27 |

## Prémios e Nomeações
| Prémio                           | Ano  | Trabalho                                                                                         | Categoria                                | Resultado | Ref.    |
| -------------------------------- | ---- | ------------------------------------------------------------------------------------------------ | ---------------------------------------- | --------- | ------- |
| Academy of Country Music Awads   | 2016 | Ela mesma                                                                                        | Nova Vocalista Feminina do Ano           | Venceu    | [ 89 ]  |
| Academy of Country Music Awads   | 2016 | Ela mesma                                                                                        | Vocalista Feminina do Ano                | Indicado  | [ 90 ]  |
| Academy of Country Music Awads   | 2017 | Ela mesma                                                                                        | Prémio Gene Weed Milestone               | Venceu    | [ 91 ]  |
| Academy of Country Music Awads   | 2017 | Ela mesma                                                                                        | Vocalista Feminina do Ano                | Indicado  | [ 92 ]  |
| Academy of Country Music Awads   | 2017 | "Peter Pan"                                                                                      | Vídeo do Ano                             | Indicado  | [ 92 ]  |
| Academy of Country Music Awads   | 2018 | Ela mesma                                                                                        | Vocalista Feminina do Ano                | Indicado  | [ 93 ]  |
| Academy of Country Music Awads   | 2018 | "Legends"                                                                                        | Vídeo do Ano                             | Indicado  | [ 93 ]  |
| Academy of Country Music Awads   | 2020 | Ela mesma                                                                                        | Artista Feminina do Ano                  | Indicado  | [ 94 ]  |
| Academy of Country Music Awads   | 2021 | Ela mesma                                                                                        | Artista Feminina do Ano                  | Indicado  |         |
| Academy of Country Music Awads   | 2022 | "Half of My Hometown" (com Kenny Chesney)                                                        | Evento Musical do Ano                    | Indicado  | [ 95 ]  |
| Academy of Country Music Awads   | 2023 | Ela mesma                                                                                        | Artista Feminina do Ano                  | Indicado  | [ 96 ]  |
| Academy of Country Music Awads   | 2024 | Ela mesma                                                                                        | Vocalista Feminina do Ano                | Indicado  | [ 93 ]  |
| Academy of Country Music Awads   | 2024 | Rolling Up the Welcome Mat (For Good)                                                            | Álbum do Ano                             | Indicado  | [ 93 ]  |
| American Music Awards            | 2015 | Ela mesma                                                                                        | Artista Country Feminina Favorita        | Indicado  | [ 97 ]  |
| American Music Awards            | 2016 | Ela mesma                                                                                        | Artista Country Feminina Favorita        | Indicado  | [ 98 ]  |
| American Music Awards            | 2018 | Ela mesma                                                                                        | Artista Country Feminina Favorita        | Indicado  | [ 99 ]  |
| Billboard Music Awards           | 2018 | Ela mesma                                                                                        | Top Artista Country Feminina             | Indicado  | [ 100 ] |
| Billboard Women in Music         | 2015 | Ela mesma                                                                                        | Estrela em Ascensão                      | Venceu    | [ 101 ] |
| Country Music Association Awards | 2015 | Ela mesma                                                                                        | Vocalista Feminina do Ano                | Indicado  | [ 102 ] |
| Country Music Association Awards | 2015 | Ela mesma                                                                                        | Novo Artista do Ano                      | Indicado  | [ 102 ] |
| Country Music Association Awards | 2016 | Ela mesma                                                                                        | Vocalista Feminina do Ano                | Indicado  | [ 103 ] |
| Country Music Association Awards | 2016 | Ela mesma                                                                                        | Novo Artista do Ano                      | Indicado  | [ 103 ] |
| Country Music Association Awards | 2017 | Ela mesma                                                                                        | Vocalista Feminina do Ano                | Indicado  | [ 104 ] |
| Country Music Association Awards | 2018 | Ela mesma                                                                                        | Vocalista Feminina do Ano                | Indicado  | [ 105 ] |
| Country Music Association Awards | 2019 | Ela mesma                                                                                        | Vocalista Feminina do Ano                | Indicado  | [ 106 ] |
| Country Music Association Awards | 2021 | "Half of My Hometown" com Kenny Chesney                                                          | Evento Musical do Ano                    | Venceu    | [ 107 ] |
| Country Music Association Awards | 2021 | "Half of My Hometown" com Kenny Chesney                                                          | Vídeo do Ano                             | Venceu    | [ 107 ] |
| Country Music Association Awards | 2022 | "Half of My Hometown" com Kenny Chesney                                                          | Single do Ano                            | Indicado  | [ 108 ] |
| Country Music Association Awards | 2023 | Ela mesma                                                                                        | Vocalista Feminina do Ano                | Indicado  | [ 109 ] |
| Country Music Association Awards | 2023 | Rolling Up the Welcome Mat                                                                       | Álbum do Ano                             | Indicado  | [ 109 ] |
| Country Music Association Awards | 2024 | Ela mesma                                                                                        | Vocalista Feminina do Ano                | Indicado  | [ 110 ] |
| Country Music Association Awards | 2024 | "Cowboys Cry Too"                                                                                | Evento Musical do Ano                    | Indicado  | [ 110 ] |
| CMT Music Awards                 | 2015 | "Love Me Like You Mean It"                                                                       | Vídeo Inovador do Ano                    | Indicado  | [ 111 ] |
| CMT Music Awards                 | 2017 | "Peter Pan"                                                                                      | Vídeo do Ano                             | Indicado  | [ 112 ] |
| CMT Music Awards                 | 2017 | "Peter Pan"                                                                                      | Vídeo Feminino do Ano                    | Indicado  | [ 112 ] |
| CMT Music Awards                 | 2017 | "You're Still the One/Any Man of Mine/Man! I Feel Like a Woman!" com Meghan Trainor e Jill Scott | CMT Atuação do Ano                       | Indicado  | [ 112 ] |
| CMT Music Awards                 | 2019 | "Miss Me More"                                                                                   | Vídeo do Ano                             | Indicado  | [ 113 ] |
| CMT Music Awards                 | 2019 | "Miss Me More"                                                                                   | Vídeo Feminino do Ano                    | Indicado  | [ 113 ] |
| CMT Music Awards                 | 2020 | "Homecoming Queen?"                                                                              | Vídeo do Ano                             | Indicado  | [ 114 ] |
| CMT Music Awards                 | 2020 | "Homecoming Queen?"                                                                              | Vídeo Feminino do Ano                    | Indicado  | [ 114 ] |
| CMT Music Awards                 | 2020 | "Graveyard"                                                                                      | CMT Atuação do Ano                       | Indicado  | [ 114 ] |
| CMT Music Awards                 | 2021 | "Hole in the Bottle"                                                                             | Vídeo do Ano                             | Indicado  | [ 115 ] |
| CMT Music Awards                 | 2021 | "Hole in the Bottle"                                                                             | Vídeo Feminino do Ano                    | Indicado  | [ 115 ] |
| CMT Music Awards                 | 2021 | "The Other Girl" com Halsey                                                                      | CMT Atuação do Ano                       | Venceu    | [ 115 ] |
| CMT Music Awards                 | 2022 | "Half of My Hometown" com Kenny Chesney                                                          | Vídeo do Ano                             | Indicado  | [ 116 ] |
| CMT Music Awards                 | 2022 | "Half of My Hometown" com Kenny Chesney                                                          | Vídeo Colaborativo do Ano                | Indicado  | [ 116 ] |
| CMT Music Awards                 | 2022 | "I Quit Drinking" com Paul Klein                                                                 | CMT Atuação do Ano                       | Indicado  | [ 116 ] |
| CMT Music Awards                 | 2024 | "If You Go Down (I'm Goin' Down Too)"                                                            | Vídeo do Ano                             | Indicado  | [ 117 ] |
| CMT Music Awards                 | 2024 | "Penthouse"                                                                                      | Vídeo Feminino do Ano                    | Indicado  |         |
| CMT Music Awards                 | 2024 | "If You Go Down (I'm Goin' Down Too)" (ao vivo dos CMT Music Awards de 2023)                     | CMT Atuação do Ano                       | Indicado  |         |
| Grammy Awards                    | 2017 | Ela mesma                                                                                        | Melhor Novo Artista                      | Indicado  | [ 118 ] |
| Grammy Awards                    | 2019 | Unapologetically                                                                                 | Melhor Álbum Country                     | Indicado  | [ 119 ] |
| Grammy Awards                    | 2023 | "Heartfirst"                                                                                     | Melhor Atuação Solo de Country           | Indicado  | [ 120 ] |
| Grammy Awards                    | 2024 | Rolling Up the Welcome Mat                                                                       | Melhor Álbum Country                     | Indicado  |         |
| Grammy Awards                    | 2025 | "Cowboys Cry Too" com Noah Kahan                                                                 | Melhor Atuação Country de Dupla/Grupo    | Pendente  | [ 121 ] |
| Kids' Choice Awards              | 2017 | Ela mesma                                                                                        | Novo Artista Favorito                    | Indicado  | [ 122 ] |
| iHeartRadio Music Awards         | 2017 | Ela mesma                                                                                        | Melhor Novo Artista                      | Venceu    | [ 123 ] |
| iHeartRadio Music Awards         | 2017 | Ela mesma                                                                                        | Melhor Novo Artista Country              | Venceu    | [ 123 ] |
| iHeartRadio Music Awards         | 2023 | "Half of My Hometown" com Kenny Chesney                                                          | Melhor Colaboração                       | Indicado  | [ 124 ] |
| iHeartRadio Music Awards         | 2023 | "Half of My Hometown" com Kenny Chesney                                                          | Música Country do Ano                    | Indicado  | [ 124 ] |
| New Music Awards                 | 2024 | Ela mesma                                                                                        | Artista Feminina Country do Ano          | Indicado  | [ 117 ] |
| New Music Awards                 | 2024 | "If You Go Down (I'm Goin' Down Too)                                                             | Música Country do Ano                    | Indicado  | [ 117 ] |
| People's Choice Awards           | 2017 | Ela mesma                                                                                        | Artista Feminina Country Favorita do Ano | Indicado  | [ 125 ] |
| People's Choice Awards           | 2019 | Ela mesma                                                                                        | Artista Country do Ano                   | Indicado  | [ 126 ] |
| People's Choice Awards           | 2020 | Ela mesma                                                                                        | Artista Country do Ano                   | Indicado  | [ 127 ] |
| People's Choice Awards           | 2022 | Ela mesma                                                                                        | Artista Country do Ano                   | Indicado  | [ 128 ] |
| People's Choice Awards           | 2024 | Ela mesma                                                                                        | Artista Country do Ano                   | Indicado  | [ 129 ] |
| People's Choice Country Awards   | 2023 | Ela mesma                                                                                        | Artista do Ano da People                 | Indicado  | [ 130 ] |
| People's Choice Country Awards   | 2023 | Ela mesma                                                                                        | Artista Feminina do Ano                  | Indicado  | [ 130 ] |
| People's Choice Country Awards   | 2023 | Ela mesma                                                                                        | Estrela Country Social do Ano            | Indicado  | [ 130 ] |
| People's Choice Country Awards   | 2024 | Ela mesma                                                                                        | Artista Feminina do Ano                  | Indicado  |         |
| People's Choice Country Awards   | 2024 | "Cowboys Cry Too" com Noah Kahan                                                                 | Canção Crossover de 2024                 | Indicado  |         |
| People's Choice Country Awards   | 2024 | "Sorry Mom"                                                                                      | Canção Contadora de História de 2024     | Indicado  |         |
| Radio Disney Music Awards        | 2017 | Ela mesma                                                                                        | Artista Revelação do Ano                 | Indicado  | [ 131 ] |
| Radio Disney Music Awards        | 2017 | Ela mesma                                                                                        | Artista Country Favorita                 | Venceu    | [ 131 ] |
| Radio Disney Music Awards        | 2017 | "Peter Pan"                                                                                      | Música Country Favorita                  | Venceu    | [ 131 ] |
| Radio Disney Music Awards        | 2017 | "Yeah Boy"                                                                                       | Melhor Música Crush                      | Indicado  | [ 131 ] |
| Radio Disney Music Awards        | 2018 | Ela mesma                                                                                        | Artista Country Favorita                 | Venceu    | [ 132 ] |
| Radio Disney Music Awards        | 2018 | "Legends"                                                                                        | Música Country Favorita                  | Venceu    | [ 132 ] |
| Teen Choice Awards               | 2016 | Ela mesma                                                                                        | Artista Country                          | Indicado  | [ 133 ] |
| Teen Choice Awards               | 2016 | "Peter Pan"                                                                                      | Música Country                           | Indicado  |         |
| Teen Choice Awards               | 2017 | Ela mesma                                                                                        | Artista Country                          | Indicado  | [ 134 ] |
| Teen Choice Awards               | 2019 | Ela mesma                                                                                        | Artista Country                          | Indicado  | [ 135 ] |
| Teen Choice Awards               | 2019 | "Miss Me More"                                                                                   | Música Country                           | Indicado  | [ 135 ] |